# Ciara Horne
Ciara Horne (ur. 17 września 1989 w Harrow) – brytyjska kolarka torowa i szosowa, medalistka torowych mistrzostw Europy oraz brązowa medalistka szosowych mistrzostw świata.

## Kariera
Pierwszy sukces w karierze osiągnęła w 2014 roku, kiedy wspólnie z koleżankami z reprezentacji zdobyła złoty medal drużynowym wyścigu na dochodzenie na torowych mistrzostwach Europy w Baie-Mahault. Na rozgrywanych rok później mistrzostwach Europy w Grenchen ponownie była najlepsza w drużynie, a indywidualnie zajęła trzecie miejsce. W 2016 roku, w barwach zespołu Cervélo-Bigla Pro Cycling, zdobyła brązowy medal w drużynowej jeździe na czas na szosowych mistrzostwach świata w Doha.